# Singin' Again
| Recensione | Giudizio |
| ---------- | -------- |
| AllMusic   | [ 1 ]    |

Singin' Again è un album discografico a nome di Ernest Tubb and Loretta Lynn, pubblicato dalla casa discografica Decca Records nel giugno 1967.

## Tracce

### LP
Lato A
1. Sweet Thang – 2:32 (Nat Stuckey) – Registrato il 21 dicembre 1966 al Columbia Recording Studio, Nashville, Tennessee
2. We'll Never Change – 2:06 (John Earl Clift) – Registrato il 4 gennaio 1967 al Columbia Recording Studio, Nashville, Tennessee
3. Let's Stop Right Where We Are – 2:36 (Loretta Lynn) – Registrato il 21 dicembre 1966 al Columbia Recording Studio, Nashville, Tennessee
4. Love Is No Excuse – 2:50 (Justin Tubb) – Registrato il 27 dicembre 1966 al Columbia Recording Studio, Nashville, Tennessee
5. I'm Not Leavin' You (It's All in Your Mind) – 2:56 (Johnny Tillotson, Lucille Cosenza) – Registrato il 4 gennaio 1967 al Columbia Recording Studio, Nashville, Tennessee
6. Beautiful, Unhappy Home – 2:15 (Teddy Wilburn, Johnny Russell) – Registrato il 21 dicembre 1966 al Columbia Recording Studio, Nashville, Tennessee

Lato B
1. One to Ten – 2:09 (Mildred Burk) – Registrato il 27 dicembre 1966 al Columbia Recording Studio, Nashville, Tennessee
2. Bartender – 1:56 (Maggie Vaughn, Loretta Lynn) – Registrato il 4 gennaio 1967 al Columbia Recording Studio, Nashville, Tennessee
3. I'm Bitin' My Fingernails and Thinkin' of You – 2:17 (Roy West, Larry Sanders, Ernest Tubb, Ernie Benedict) – Registrato il 27 dicembre 1966 al Columbia Recording Studio, Nashville, Tennessee
4. Yearning – 2:57 (George Jones, Eddie Edding) – Registrato il 21 dicembre 1966 al Columbia Recording Studio, Nashville, Tennessee
5. Beautiful Friendships – 2:01 (Jack Rhodes, Faye Keys, Larry Grounds) – Registrato il 4 gennaio 1967 al Columbia Recording Studio, Nashville, Tennessee
6. The Thin Grey Line – 2:10 (Betty Sue Perry) – Registrato il 27 dicembre 1966 al Columbia Recording Studio, Nashville, Tennessee

## Musicisti
Sweet Thang / Let's Stop Right Where We Are / Beautiful, Unhappy Home / Yearning
- Loretta Lynn - voce
- Ernest Tubb - voce
- Cal Smith - chitarra
- Pete Wade - chitarra
- Buddy Charleton - chitarra steel
- Hargus Robbins - pianoforte
- Jack Drake (o) Kelso Herston - contrabbasso
- Jack Greene - batteria
- Owen Bradley - produttore

We'll Never Change / I'm Not Leavin' You (It's All in Your Mind) / Bartender / Beautiful Friendships
- Loretta Lynn - voce
- Ernest Tubb - voce
- Steve Chapman - chitarra
- Cal Smith - chitarra
- Pete Wade - chitarra
- Buddy Charleton - chitarra steel
- Hargus Robbins - pianoforte
- Jack Drake (o) Kelso Herston - contrabbasso
- Jack Greene - batteria
- Owen Bradley - produttore

Love Is No Excuse / One to Ten / I'm Bitin' My Fingernails and Thinkin' of You / The Thin Grey Line
- Loretta Lynn - voce
- Ernest Tubb - voce
- Cal Smith - chitarra
- Pete Wade - chitarra
- Buddy Charleton - chitarra steel
- Hargus Robbins - pianoforte
- Jack Drake (o) Kelso Herston - contrabbasso
- Jack Greene - batteria
- Owen Bradley - produttore[4]

Note aggiuntive
- Teddy Wilburn (The Wilburn Brothers) - note retrocopertina album originale[3]

## Classifica
Album
| Anno | Classifica         | Posizione raggiunta |
| ---- | ------------------ | ------------------- |
| 1967 | Top Country Albums | 2                   |

Singoli
| Anno | Titolo del brano | Classifica        | Posizione raggiunta |
| ---- | ---------------- | ----------------- | ------------------- |
| 1967 | Sweet Thang      | Hot Country Songs | 45                  |